# Ferdinando Pio di Borbone-Due Sicilie
Ferdinando Pio di Borbone-Due Sicilie (Roma, 25 luglio 1869 – Lindau, 7 gennaio 1960) fu duca di Calabria e pretendente al trono dell'estinto Regno delle Due Sicilie in quanto capo del casato di Borbone-Due Sicilie.

## Biografia

### Infanzia
Era il primogenito del principe Alfonso di Borbone-Due Sicilie, conte di Caserta e pretendente al trono delle Due Sicilie, e della principessa Maria Antonietta di Borbone-Due Sicilie. 

### Ascesa
Portò il titolo di Duca di Calabria e succedette al padre nella pretensione al trono e come capo della Real Casa.

### Matrimonio
Sposò, il 31 maggio 1897, la principessa Maria Ludovica Teresa di Baviera, figlia di Luigi III di Baviera. Ebbero sei figli.

### Morte
Il principe Ferdinando Pio morì il 7 gennaio 1960 a Lindau, in Baviera, e venne sepolto nel piccolo cimitero presso la Filialkirche St. Peter und Paul di Rieden, in Germania.

## Discendenza
Ferdinando Pio delle Due Sicilie e Maria Ludovica Teresa di Baviera ebbero sei figli:
- la principessa Maria Antonietta Leonia (1898-1957);
- la principessa Maria Cristina (1899-1985), sposò nel 1948 Manuel Sotomayor-Luna;
- il principe Ruggero Maria, duca di Noto (1901-1914);
- la principessa Barbara Maria Antonietta Leopolda (1902-1927), sposò nel 1922 il conte Franz Xaver zu Stolberg-Wernigerode;
- la principessa Lucia Maria Raniera (1908-2001), sposò nel 1938 S.A.R. il principe Eugenio di Savoia-Genova duca di Ancona, poi quinto duca di Genova (1906-1996), figlio di il principe Tommaso, secondo duca di Genova;
- la principessa Urraca Maria Isabella Carolina Aldegonda Carmela (1913-1999).

## Disputa dinastica
Poiché Ferdinando Pio non aveva eredi maschi sopravvissutigli (l'unico figlio maschio avuto era il terzogenito S.A.R. il principe Ruggero Maria, duca di Noto, morto a soli tredici anni), dopo la sua morte nel 1960, si aprì ufficialmente la disputa (tuttora in corso) su chi dovesse esserne successore tra il nipote, il principe Alfonso Maria (figlio di Carlo Tancredi (1870-1949), secondogenito di Alfonso di Borbone-Due Sicilie e quindi primo in linea di successione) e il principe Ranieri (unico fratello maschio ancora in vita nel 1960, quintogenito della casata), duca di Castro.
Dal punto di vista del ramo "ranierista" detto poi ramo "franco-napoletano" o "castrista", i pretendenti "alfonsini" del ramo primogenito erano esclusi dalla successione in virtù dell'Atto di Cannes. 

### Atto di Cannes
L'atto di Cannes che Carlo Tancredi di Borbone-Due Sicilie firmò prima di contrarre matrimonio con la Principessa delle Asturie, imposto dalla Corte Spagnola in seguito alle pressioni del neonato Regno d'Italia, è il documento stipulato il 14 novembre 1900 a Cannes alla presenza dei membri della sua famiglia, con cui questi rinunciò eventualmente alle pretese al trono delle Due Sicilie, qualora fosse asceso al trono di Spagna.
Secondo l'interpretazione dell'Atto di Cannes da parte del "ramo alfonsino", detto poi ramo "ispano-napoletano" o "calabrese", l'accordo non avrebbe sancito la decadenza dei diritti per i discendenti di Carlo Tancredi dalla Corona delle Due Sicilie, mantenendone immutati i ruoli e il relativo patrimonio araldico che ne derivava. Inoltre l'atto sarebbe stato comunque da ritenere nullo per le seguenti ragioni: 
- infrangeva i "patti successori" del Codice Civile Italiano del 1865 (la nuova entità statale in cui era inquadrato l'ex Regno delle Due Sicilie), del Code Civil francese del 1806 (essendo il presunto atto stipulato in territorio francese), del Codice Civile del Regno delle Due Sicilie o "Codice per lo Regno delle Due Sicilie" (titolatura reale disputata);
- infrangeva le regole di successione di primogenitura farnesiana (ex genere Farnesio) al Gran Magistero Costantiniano;
- superava la stretta personalità del diritto di rinuncia facendola divenire ereditaria ed alienando i diritti degli eredi;
- infrangeva il diritto canonico riguardo al Gran Magistero Costantiniano, poiché essendo ufficio ecclesiastico di elezione pontificia regolato da statuti approvati dalla Santa Sede, qualsiasi rinuncia necessitava di approvazione del Pontefice.

Ventitré anni dopo fu istituita una commissione di Stato in Spagna dall'erede e successore di Carlo III di Borbone - autore della Prammatica Sanzione - ossia il re Juan Carlos I. Tale commissione approvò i diritti del ramo "alfonsino" mediante decreti e bollettini ufficiali, ma il ramo "ranierista" continuò a ritenere aperta la disputa. Ad ulteriore conferma di tale posizione, risiede l'appartenenza dei componenti della famiglia Borbone Due Sicilie al ramo napoletano.
Anche in Italia avvenne un fenomeno analogo. Infatti con sentenza a latere dell'udienza del giorno 8 maggio 1961 presso il Tribunale di Napoli fu riconosciuta solo la validità dei diritti dinastici del ramo "alfonsino", benché fosse stato proprio il ramo "ranierista" a citare quest'ultimo in tribunale.

## Ascendenza
|                                                    |                               |                                      | Genitori                              |  |  | Nonni |  |  | Bisnonni                      |  |  | Trisnonni                      |  |
|                                                    |                               |                                      |                                       |  |  |       |  |  | Francesco I delle Due Sicilie |  |  | Ferdinando I delle Due Sicilie |  |
|                                                    |                               |                                      |                                       |  |  |       |  |  | Francesco I delle Due Sicilie |  |  | Ferdinando I delle Due Sicilie |  |
|                                                    |                               | Maria Carolina d'Asburgo-Lorena      |                                       |  |  |       |  |  | Francesco I delle Due Sicilie |  |  |                                |  |
| Ferdinando II delle Due Sicilie                    |                               |                                      |                                       |  |  |       |  |  | Francesco I delle Due Sicilie |  |  |                                |  |
|                                                    |                               | Maria Isabella di Borbone-Spagna     | Carlo IV di Spagna                    |  |  |       |  |  |                               |  |  |                                |  |
|                                                    |                               | Maria Isabella di Borbone-Spagna     | Carlo IV di Spagna                    |  |  |       |  |  |                               |  |  |                                |  |
|                                                    |                               | Maria Isabella di Borbone-Spagna     | Maria Luisa di Borbone-Parma          |  |  |       |  |  |                               |  |  |                                |  |
| Alfonso di Borbone-Due Sicilie, conte di Caserta   |                               | Maria Isabella di Borbone-Spagna     |                                       |  |  |       |  |  |                               |  |  |                                |  |
|                                                    |                               | Carlo d'Asburgo-Teschen              | Leopoldo II d'Asburgo-Lorena          |  |  |       |  |  |                               |  |  |                                |  |
|                                                    |                               | Carlo d'Asburgo-Teschen              | Leopoldo II d'Asburgo-Lorena          |  |  |       |  |  |                               |  |  |                                |  |
|                                                    |                               | Carlo d'Asburgo-Teschen              | Maria Luisa di Borbone-Spagna         |  |  |       |  |  |                               |  |  |                                |  |
| Maria Teresa d'Asburgo-Teschen                     |                               | Carlo d'Asburgo-Teschen              |                                       |  |  |       |  |  |                               |  |  |                                |  |
|                                                    |                               | Enrichetta di Nassau-Weilburg        | Federico Guglielmo di Nassau-Weilburg |  |  |       |  |  |                               |  |  |                                |  |
|                                                    |                               | Enrichetta di Nassau-Weilburg        | Federico Guglielmo di Nassau-Weilburg |  |  |       |  |  |                               |  |  |                                |  |
|                                                    |                               | Enrichetta di Nassau-Weilburg        | Luisa Isabella di Kirchberg           |  |  |       |  |  |                               |  |  |                                |  |
| Principe Ferdinando Pio di Borbone-Due Sicilie     |                               | Enrichetta di Nassau-Weilburg        |                                       |  |  |       |  |  |                               |  |  |                                |  |
|                                                    | Francesco I delle Due Sicilie | Ferdinando I delle Due Sicilie       |                                       |  |  |       |  |  |                               |  |  |                                |  |
|                                                    | Francesco I delle Due Sicilie | Ferdinando I delle Due Sicilie       |                                       |  |  |       |  |  |                               |  |  |                                |  |
|                                                    | Francesco I delle Due Sicilie | Maria Carolina d'Asburgo-Lorena      |                                       |  |  |       |  |  |                               |  |  |                                |  |
| Francesco di Borbone-Due Sicilie, conte di Trapani | Francesco I delle Due Sicilie |                                      |                                       |  |  |       |  |  |                               |  |  |                                |  |
|                                                    |                               | Maria Isabella di Borbone-Spagna     | Carlo IV di Spagna                    |  |  |       |  |  |                               |  |  |                                |  |
|                                                    |                               | Maria Isabella di Borbone-Spagna     | Carlo IV di Spagna                    |  |  |       |  |  |                               |  |  |                                |  |
|                                                    |                               | Maria Isabella di Borbone-Spagna     | Maria Luisa di Borbone-Parma          |  |  |       |  |  |                               |  |  |                                |  |
| Maria Antonietta di Borbone-Due Sicilie            |                               | Maria Isabella di Borbone-Spagna     |                                       |  |  |       |  |  |                               |  |  |                                |  |
|                                                    |                               | Leopoldo II di Toscana               | Ferdinando III di Toscana             |  |  |       |  |  |                               |  |  |                                |  |
|                                                    |                               | Leopoldo II di Toscana               | Ferdinando III di Toscana             |  |  |       |  |  |                               |  |  |                                |  |
|                                                    |                               | Leopoldo II di Toscana               | Luisa Maria Amalia di Borbone-Napoli  |  |  |       |  |  |                               |  |  |                                |  |
| Maria Isabella d'Asburgo-Lorena                    |                               | Leopoldo II di Toscana               |                                       |  |  |       |  |  |                               |  |  |                                |  |
|                                                    |                               | Maria Antonia di Borbone-Due Sicilie | Francesco I delle Due Sicilie         |  |  |       |  |  |                               |  |  |                                |  |
|                                                    |                               | Maria Antonia di Borbone-Due Sicilie | Francesco I delle Due Sicilie         |  |  |       |  |  |                               |  |  |                                |  |
|                                                    |                               | Maria Antonia di Borbone-Due Sicilie | Maria Isabella di Borbone-Spagna      |  |  |       |  |  |                               |  |  |                                |  |
|                                                    |                               | Maria Antonia di Borbone-Due Sicilie |                                       |  |  |       |  |  |                               |  |  |                                |  |